# Lee Mun-gyu
Lee Mun-gyu (이문규?; 4 agosto 1956) è un ex cestista e allenatore di pallacanestro sudcoreano.

## Carriera
Da giocatore con la Corea del Sud ha disputato i Giochi di Seul 1988 e due edizioni dei Campionati del mondo (1978, 1986).
Da allenatore ha guidato la nazionale femminile ai Campionati del mondo 2002.